# 展尾龍屬
展尾龍屬（學名：Teinurosaurus）是獸腳亞目恐龍的一屬，是種肉食性恐龍。展尾龍是生存於侏羅紀晚期的法國。目前只有發現尾椎，而通常被認為是疑名。模式種是T. sauvagei。

## 外部連結
- 恐龍百科全書 （页面存档备份，存于）